# Miroslav Klose
Miroslav Klose (født 9. juni 1978 i Opole) er en tysk tidligere fodboldspiller af polsk afstamning, der spillede for den 1. FC Kaiserslautern, Werder Bremen, FC Bayern München og Lazio. Han spillede på det tyske landshold og fik i alt 137 landskampe og scorede 71 mål.
Ved VM i 2014 i Brasilien overgik han Ronaldo som den mest scorende spiller i VM-historien, da han lavede sit 16. VM-mål i semfinalen mod værtsnationen. I samme turnering vandt tyskerne guld, og sikrede dermed Klose en VM-titel i sin fjerde slutrunde.
Efter VM i Brasilien udtalte han til Bild, at han agtede at stoppe sin karriere i 2015. Gennem en erklæring fra Tysklands fodboldforbund den 11. august 2014 meddelte han officielt sin fratræden fra landsholdet, idet han nu var på toppen af sin karriere og dermed ikke kunne forvente at opnå større resultater end det netop overståede verdensmesterskab.
Han afsluttede sin aktive karriere, da han i sæsonens sidste kamp i den italienske liga 15. maj 2016 scorede på straffespark.
Klose opnåede at spille 24 VM-kampe, hvilket alene er overgået af Lothar Matthäus (25) og Lionel Messi (26).

## Resultater
Tysk mester
- Vinder 2004, 2008, 2010

Tysk pokalvinder
- Vinder 2004, 2008, 2010

Tyskland fodboldlandshold
- VM 2002 andenplads
- VM 2006 tredjeplads; topscorer
- EM 2008 andenplads
- VM 2010 tredjeplads
- VM 2014 vinder